# Pelem (Purwosari)
Pelem is een bestuurslaag in het regentschap Bojonegoro van de provincie Oost-Java, Indonesië. Pelem telt 2524 inwoners (volkstelling 2010).